# Hambre en el Reino Unido
El hambre en el Reino Unido ha afectado a una proporción considerable de la población a lo largo de su historia. Tras las mejores condiciones económicas posteriores a la Segunda Guerra Mundial, el hambre dejó de ser un problema tan urgente. Sin embargo, desde la crisis mundial de precios alimentarios de 2007-2008 que comenzó a finales de 2006 y especialmente, desde la Gran Recesión, el hambre a largo plazo comenzó a reaparecer como un problema social destacado. Aunque afecta solo a una pequeña minoría de la población del Reino Unido, en diciembre de 2013, según un grupo de médicos y académicos que escribieron en el British Medical Journal, el hambre en el Reino Unido había alcanzado el nivel de una "emergencia de salud pública".
En la antesala de las elecciones generales de 2015, el tema del hambre en el Reino Unido se politizó en cierta medida, con comentaristas de derecha expresando escepticismo sobre las cifras presentadas por grupos religiosos y activistas de izquierda. Un grupo parlamentario multipartidista centrado en el hambre en el Reino Unido ha pedido a los activistas que sean cautelosos al discutir el problema del hambre doméstica, ya que las afirmaciones exageradas y el aprovechamiento político podrían reducir el apoyo público para abordar el problema. En un informe de 2016, el grupo multipartidista afirmó que no es posible cuantificar con precisión el número de personas que sufren hambre en la región y pidió una mejor recopilación de datos. El gobierno del Reino Unido comenzó la medición oficial de la inseguridad alimentaria en 2019 y el primer informe se publicó el 16 de diciembre de 2021.
El hambre en el Reino Unido se agravó por la pandemia de COVID-19, con algunos bancos de alimentos informando que la demanda se había más que duplicado. En agosto de 2020, la agencia Fondo de las Naciones Unidas para la Infancia (UNICEF) comenzó a financiar organizaciones benéficas que ayudaban a alimentar a niños hambrientos en el Reino Unido por primera vez en su historia.

## Problemas actuales

### Magnitud y crecimiento del problema
Desde aproximadamente 2012, el retorno del hambre al Reino Unido ha sido un tema destacado en los medios británicos. A pesar de la amplia cobertura, en 2016 aún no era posible determinar exactamente cuántos británicos estaban experimentando hambre crónica debido a la falta de datos suficientes. Sin embargo, se han publicado numerosos informes, estudios y estimaciones, muchos de los cuales, aunque no todos, sugieren que para algunos sectores de la población, el problema podría haber empeorado desde las crisis financieras de 2008. Una investigación publicada por la Organización para la Cooperación y el Desarrollo Económico (OCDE) en 2014 indicó que el hambre en el Reino Unido podría estar disminuyendo. El número de personas que respondieron afirmativamente a la pregunta "¿Ha habido momentos en los últimos 12 meses en los que no tuvo suficiente dinero para comprar alimentos que usted o su familia necesitaban?" disminuyó del 9,8% en 2007 al 8,1% en 2012.
Según un informe de 2016 de The Food Foundation basado en una encuesta telefónica a 1.000 personas, más de ocho millones de británicos experimentaron inseguridad alimentaria moderada o severa en 2014; más de cuatro millones enfrentaron inseguridad alimentaria severa. El informe se basó en datos de la ONU; en febrero de 2019, The Guardian informó que sigue siendo la mejor estimación reciente de la magnitud del hambre en el Reino Unido. Sin embargo, debido al tamaño relativamente pequeño de la encuesta, sus resultados solo deben considerarse indicativos. Además, enfrentar incluso un a inseguridad alimentaria severa no necesariamente significa que uno esté experimentando hambre crónica.
El rápido aumento en el número de bancos de alimentos en el Reino Unido desde 2009 se ha utilizado a menudo como evidencia del aumento del hambre. Los críticos han argumentado que el aumento en el uso de bancos de alimentos no prueba esto; podría significar simplemente que personas sin escrúpulos están tomando más conciencia de los bancos de alimentos y utilizando sus servicios no para salvarse del hambre, sino para tener más dinero libre para gastar en lujos. Un análisis de regresión publicado por la Universidad de Oxford en 2015 encontró que es principalmente la necesidad y no simplemente la conciencia de los bancos de alimentos lo que está causando el crecimiento en su uso. Sin embargo, los académicos que realizaron la investigación coinciden en que el uso de bancos de alimentos no es la mejor medida del hambre, diciendo que estudios en otros países han sugerido que la mayoría de las personas que sufren pobreza alimentaria no utilizan bancos de alimentos.
Otras indicaciones de un aumento del hambre incluyen un creciente número de bebés y madres embarazadas que sufren de anemia, un aumento en el número de personas diagnosticadas con malnutrición en hospitales del Reino Unido y un progresivo número de niños que comienzan su primer año de escuela primaria con bajo peso. En 2015, por ejemplo, 6.367 niños comenzaron el curso de recepción con bajo peso, lo que representa un aumento del 16% con respecto a las cifras de 2012. Las cifras oficiales publicadas en noviembre de 2016 indicaron que el número de camas hospitalarias asignadas a personas que sufren de desnutrición casi se había triplicado en la última década. Sin embargo, es necesario ser cautelosos sobre hasta qué punto estas cifras reflejan realmente un aumento del hambre; un portavoz del Servicio Nacional de Salud dijo que el aumento puede explicarse en parte por una mejor identificación de la desnutrición por parte del servicio de salud. La desnutrición ha afectado a tres cuartas partes de las mujeres de 16 a 49 años, indicada por tener menos ácido fólico que los niveles recomendados por la Organización Mundial de la Salud.
El gobierno del Reino Unido comenzó a recopilar datos relacionados con el hambre en el Reino Unido en 2019, con la primera publicación de estos datos prevista para marzo de 2021. El brote de COVID-19 en el Reino Unido de 2020 y su confinamiento asociado tuvieron un "impacto devastador" en la capacidad de las personas para obtener los alimentos necesarios, con un informe de abril de 2020 que encontró que hasta 1.5 millones de británicos habían pasado recientemente un día entero sin comer. Aunque el confinamiento en el Reino Unido había terminado en 2021, el hambre siguió siendo una preocupación en 2022, en parte debido a la crisis del costo de vida en el Reino Unido. Para junio de 2023, según encuestas de The Food Foundation, 9 millones de adultos en el Reino Unido (17% de los hogares) experimentaron inseguridad alimentaria moderada o severa, frente al 7,3% en junio de 2021.

### Entre los niños

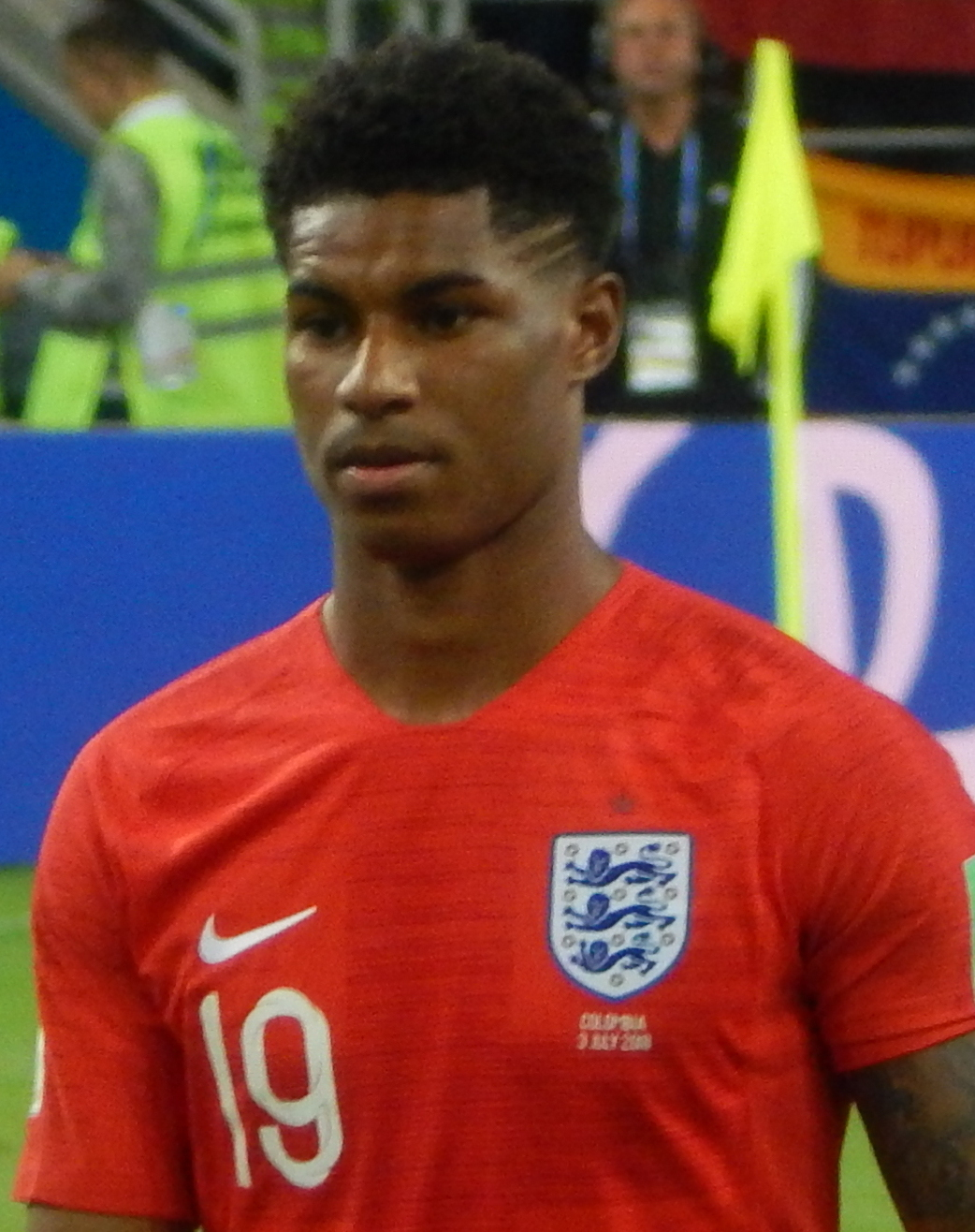
Marcus Rashford, un destacado activista contra el hambre infantil en el Reino Unido.

Un estudio de 2012 realizado por Netmums encontró que una de cada cinco madres renunciaba regularmente a comidas para poder salvar a sus hijos del hambre. También en 2012, la organización benéfica londinense Kids Company nombró cinco escuelas en el centro de Londres donde entre el 70% y el 80% de los alumnos no siempre tenían comida en casa o no sabían cómo conseguirían su próxima comida. Algunos niños muestran desnutrición visible y algunos pierden sus dientes permanentes debido a una dieta poco saludable. Según un informe de marzo de 2013, los maestros en escuelas de Londres dijeron que al menos cinco niños por clase llegaban sin haber desayunado, con el 41% de los maestros diciendo que creían que el hambre de los niños llevaba a síntomas como desmayos.
El gobierno del Reino Unido respondió al hambre en las escuelas reintroduciendo comidas escolares gratuitas para los niños hasta el segundo año; esto se anunció en otoño de 2013 y entró en vigor desde el trimestre que comenzó en septiembre de 2014. Sin embargo, estudios a pequeña escala posteriores han encontrado que algunos niños aún sufren hambre en las escuelas del Reino Unido, con algunos incluso quejándose de "hambre persistente".
Según un informe de abril de 2017 del grupo parlamentario multipartidista sobre el hambre, alrededor de tres millones de niños en el Reino Unido estaban en mayor riesgo de hambre durante las vacaciones, cuando ya no se benefician de las comidas gratuitas y otras medidas disponibles en la escuela. Un informe del Fondo de las Naciones Unidas para la Infancia (UNICEF) publicado en junio de 2017 encontró que uno de cada tres niños en el Reino Unido está en "pobreza multidimensional", con uno de cada cinco niños sufriendo inseguridad alimentaria.
En abril de 2018, los directores de escuelas dijeron que los niños llegaban a la escuela desnutridos y hambrientos. Un director dijo: "Mis niños tienen la piel gris, dientes pobres, pelo pobre; son más delgados." Otro director declaró: "El lunes por la mañana es lo peor. Hay varias familias a las que apuntamos que sabemos que vendrán a la escuela hambrientas. Para las 9:30 de la mañana están cansadas." Un director de Cardiff declaró que los niños a menudo traían solo una rebanada de pan y margarina para el almuerzo. Todos los directores dijeron que las condiciones estaban empeorando a medida que los servicios de apoyo social y emocional estaban cerrando. Más de cuatro quintas partes de los directores dijeron que veían evidencia de que los niños estaban hambrientos y aproximadamente la misma proporción comentaron que veían niños con evidencia de mala salud. Alison Garnham de Child Poverty Action Group dijo: "Con nueve niños en cada aula de 30 cayendo por debajo de la línea oficial de pobreza, es hora de reconstruir la red de seguridad para las familias que luchan."
El hambre puede ser un problema aún más apremiante para los niños durante las vacaciones. Los niños de familias de bajos ingresos reciben comidas escolares gratuitas durante el período escolar. Durante las vacaciones escolares, sus padres no pueden permitirse alimentarlos con comidas nutritivas. Después de las largas vacaciones de verano, estos niños regresan a la escuela menos saludables y menos capaces de aprender, esto hace que sea más difícil para los niños obtener el tipo de educación que podría permitirles escapar de la pobreza como adultos. En 2018, tanto Child Poverty Action Group como la organización benéfica Feeding Britain estimaron que tres millones de niños en el Reino Unido estaban en riesgo de pasar hambre durante las vacaciones escolares.
Un informe de mayo de 2020 sugirió que el número de niños británicos que experimentaban hambre se había aproximadamente duplicado desde que se impuso el confinamiento por la pandemia de COVID-19. En agosto de 2020, por primera vez en su historia, UNICEF comenzó a financiar organizaciones benéficas que trabajaban para alimentar a niños británicos, distribuyendo más de £700.000 a varias ONG del Reino Unido.
En 2020, el futbolista Marcus Rashford se convirtió en una figura destacada entre aquellos que trabajaban para aliviar el hambre infantil en el Reino Unido. Para julio, había recaudado más de £20 millones para la organización benéfica FareShare. Su campaña llevó dos veces a acciones gubernamentales para abordar el hambre infantil. En noviembre, esto incluyó hacer que el gobierno revirtiera una decisión tomada en octubre de no extender el acceso a comidas escolares gratuitas durante las vacaciones escolares. Rashford se comprometió a "luchar por el resto de mi vida" para acabar con el hambre infantil en el Reino Unido.

### Politización
En la antesala de las elecciones generales de 2015, el tema del hambre en el Reino Unido se politizó. Aunque el aumento del hambre parece haber comenzado mientras los laboristas estaban en el poder, grupos eclesiásticos y comentaristas de izquierdas comenzaron a atacar a la coalición por agravar el hambre con la austeridad. Los comentaristas y políticos de derecha refutaron estos argumentos por tergiversar la extensión y las causas del hambre en el Reino Unido.
Por ejemplo, en diciembre de 2012, el presidente de Trussell Trust, Chris Mould, habló en contra de las reformas de bienestar del gobierno de coalición, acusando al gobierno del Reino Unido de carecer de empatía por aquellos que enfrentaban pobreza y hambre. En enero de 2013, un concejal conservador argumentó que no hay inanición en el Reino Unido y que no hay necesidad de bancos de alimentos, diciendo que permitían a los beneficiarios gastar dinero en alcohol en lugar de presupuestar para alimentos y que son un insulto a los mil millones de personas en el mundo en desarrollo que "se van a la cama hambrientas todos los días".
Una portavoz de Trussell respondió sugiriendo que, aunque los trabajadores con bajos ingresos en el Reino Unido evitan la inanición la mayor parte del tiempo, pueden enfrentar períodos de hambre severa cuando son golpeados por una crisis personal, que para las personas económicamente vulnerables puede ser algo tan simple como un período de clima frío, obligándolos a elegir entre mantenerse calientes o pasar hambre.
Sin embargo, el gobierno contrarrestó que la proporción de beneficios pagados a tiempo había aumentado del 88-89% bajo el gobierno laborista, al 96-97% en 2014. La Organización para la Cooperación y el Desarrollo Económico informó que las personas que respondieron afirmativamente a la pregunta "¿Ha habido momentos en los últimos 12 meses en los que no tuvo suficiente dinero para comprar alimentos que usted o su familia necesitaban?" disminuyeron del 9,8% entre 2007 y 2008 al 8,1% entre 2011 y 2012, lo que llevó a Toby Young a decir que el aumento se debía tanto a una mayor conciencia de los bancos de alimentos como a que el gobierno permitía a los centros de empleo referir a las personas a bancos de alimentos cuando tenían hambre (el gobierno laborista anterior no lo había permitido). En 2016, el grupo parlamentario multipartidista sobre el hambre pidió el fin de las peleas políticas sobre el tema, para evitar el riesgo de socavar el apoyo público.

## Historia

### Antes delsigloXIX
Como en el resto del mundo, el Reino Unido ha sufrido intermitentemente de hambrunas a lo largo de la mayor parte de la historia conocida. La visión tradicional sostenía que los alimentos eran relativamente abundantes en el Reino Unido o al menos en la "Merry England" con su "fertilidad milagrosa". Incluso a principios del siglo XIX, esta visión fue cuestionada, con historiadores médicos como Charles Creighton argumentando que el efecto del hambre en el control del crecimiento de la población era aproximadamente equivalente en Gran Bretaña y en la Europa continental.
Creighton enumera docenas de hambrunas que afectaron a Gran Bretaña, aunque no intenta catalogarlas exhaustivamente. Una estimación del siglo XXI sugiere que Gran Bretaña sufrió 95 hambrunas durante la Edad Media. Creighton escribe, sin embargo, que a veces pasaba una generación o más entre hambrunas y que la evidencia sugiere que en tiempos normales, el nivel de vida era más alto para los campesinos en Gran Bretaña en comparación con sus contrapartes en el continente. Fue solo a finales del siglo XVIII que Gran Bretaña, como el primer país del mundo en industrializarse, aparentemente pudo superar el riesgo de hambruna, al menos en el continente. Sin embargo, el hambre continuó afectando a una minoría considerable de la población, específicamente aquellos que vivían con ingresos muy por debajo del promedio.

### SiglosXIXyXX

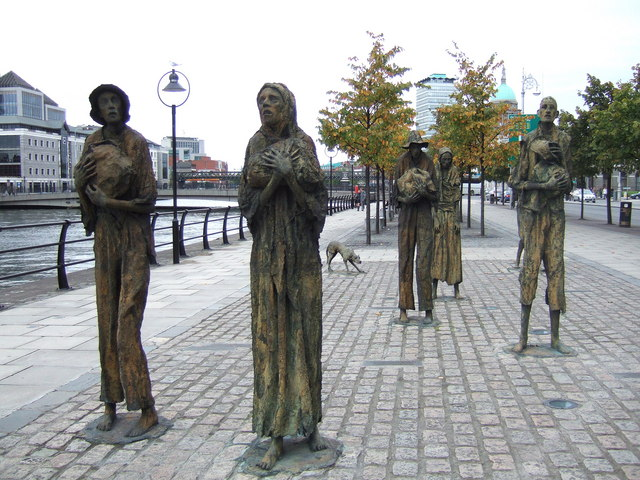
Un memorial al hambre cerca de Customs House en Dublín, que representa a personas hambrientas debido a la Gran Hambruna, intentando dejar Irlanda a través de barcos desde el muelle cercano.

Las mejoras en la tecnología agrícola, el transporte y la economía en general significaron que durante la mayor parte de los siglos XIX y XX, el hambre severa dejó de ser un problema dentro del Reino Unido. Una excepción ocurrió en la década de 1840. Conocida como las Hungry Forties, varios problemas que afectaron la producción de alimentos resultaron en millones de personas que sufrieron hambre en toda Europa. A principios de la década de 1840, el Reino Unido se vio relativamente menos afectado que el resto de Europa. Sin embargo, miles de personas de clase trabajadora aún murieron de hambre, incluyendo en Inglaterra, Escocia y Gales, en parte porque se había vuelto ilegal dar ayuda a los pobres.
En Irlanda, que formaba parte del Reino Unido en ese momento, la Gran Hambruna golpeó en 1845 y más de un millón murió de hambre y enfermedades relacionadas. Desde finales de la década de 1850, la disponibilidad de alimentos y la capacidad incluso de los más pobres para pagarlos generalmente mejoraron. Las décadas de 1920 y 1930 fueron una excepción a esto, no hubo hambruna, pero el desempleo masivo se convirtió en un problema en varias partes del Reino Unido. Aunque la New Poor Law se había relajado, las casas de trabajo aún existían y sin un trabajo bien remunerado a menudo era difícil para las personas de clase trabajadora alimentarse a sí mismas y a sus familias. El Reino Unido vio varias marchas del hambre en las décadas de 1920 y 1930, siendo la más grande la "Marcha Nacional del Hambre de 1932" y quizás la más famosa la Cruzada de Jarrow. Desde el estallido de la Segunda Guerra Mundial, el desempleo desapareció rápidamente y permaneció muy bajo en el Reino Unido durante décadas después. Los alimentos a menudo estaban limitados durante la guerra y los primeros años posteriores, pero un sistema de racionamiento generalmente aseguraba que ningún individuo sufriera excesivamente de hambre. Con un estado de bienestar relativamente generoso e inclusivo establecido después de la guerra y con los precios de los alimentos a menudo cayendo en términos reales, el hambre dentro del Reino Unido ya no era un problema apremiante durante la segunda mitad del siglo XX.

### SigloXXI
Hasta aproximadamente 2009, el hambre severa rara vez se consideraba un problema que afectaba a las personas que vivían dentro de las fronteras del Reino Unido. Había algunas excepciones, una pequeña minoría de personas podía "quedar al margen" del sistema de bienestar social. Aunque algunas iniciativas de alivio del hambre fueron emprendidas por la sociedad civil, estas generalmente se proporcionaban solo a nivel local y en su mayoría de manera informal. Esto comenzó a cambiar en 2004 cuando The Trussell Trust estableció un modelo de franquicia para los bancos de alimentos del Reino Unido, aunque solo tenían dos establecimientos. Esto atrajo poca atención de los medios en ese momento (antes de la Gran Recesión), incluso el concepto de "bancos de alimentos" era prácticamente desconocido en el Reino Unido.
Como en la mayor parte del resto del mundo, las condiciones económicas en el Reino Unido se vieron afectadas negativamente por la crisis mundial de precios alimentarios de 2007-2008 y especialmente por la Gran Recesión. Durante los primeros años después de la crisis, el aumento del hambre se contuvo en parte por el estímulo fiscal del gobierno del Reino Unido, que aumentó el gasto público para evitar la amenaza de una depresión. Sin embargo, para 2010, las políticas de estímulo comenzaron a ser reemplazadas por un programa de austeridad. Los ingresos de las personas con salarios bajos se reducían cada vez más debido a los recortes forzosos de la jornada laboral y, en ocasiones, incluso de los salarios. Las personas que habían sufrido caídas duraderas en sus ingresos comenzaron a agotar sus ahorros y a quedarse sin amigos a los que estaban dispuestos a pedir ayuda, llo que provocó un aumento del número de personas que pasaban hambre.
En 2006, los bancos de alimentos de Trussell operaban en seis autoridades locales, para 2009 este número había aumentado a 29. El ritmo de crecimiento se aceleró marcadamente desde 2009; para 2013, Trussell estaba operando bancos de alimentos en 251 autoridades locales.
En un informe de septiembre de 2012 para Newsnight, el editor de economía Paul Mason dijo que el hambre había regresado a Gran Bretaña como un problema sustancial por primera vez desde la década de 1930. Señaló que alrededor del 43% de los que necesitan asistencia alimentaria de emergencia de los bancos de alimentos han sido afectados por interrupciones de beneficioslo, lo que puede adoptar diversas formas, por ejemplo, a veces cuando hay un cambio de circunstancia, como un nuevo residente que viene a vivir a la casa familiar, pueden surgir demoras en los pagos de beneficios adicionales. Mason también informó que una razón por la que incluso las personas que trabajan o reciben beneficios completos a menudo necesitan alimentos de emergencia es la deuda; en particular debido a las tácticas sofisticadas que ahora utilizan los prestamistas puerta a puerta, donde los prestatarios llegan a pensar en el agente de la compañía de crédito como un amigo personal y por lo tanto, harán sacrificios para realizar los pagos.
En octubre de 2012, en el marco del documental de la BBC Britain's hidden hunger, el director David Modell destacó la forma en que los proveedores de préstamos basados en internet también pueden causar que las personas pasen hambre. En ocasiones, sus contratos les permiten retirar todo el saldo de las cuentas de sus deudores en el momento que ellos elijan. A veces, esto ocurre justo después de que se haya recibido un pago de beneficios, lo que significa que el beneficiario puede no tener dinero para comprar alimentos durante al menos una semana. A finales de 2012, una organización benéfica dirigida por musulmanes, Sufra, fue lanzada para aumentar la conciencia y luchar contra la pobreza alimentaria en el Reino Unido.
En febrero de 2013, Olivier De Schutter, un alto funcionario de las ONU, advirtió al gobierno del Reino Unido contra dejar demasiada responsabilidad para ayudar a los hambrientos de Gran Bretaña al sector voluntario.
Más tarde en 2013, el Department for Environment, Food and Rural Affairs, un departamento gubernamental, encargó una investigación sobre la creciente dependencia de los bancos de alimentos, los clubes de desayuno y las cocinas de beneficencia.
En octubre de 2013, la Cruz Roja anunció que comenzará a proporcionar alivio contra el hambre en Gran Bretaña por primera vez desde la Segunda Guerra Mundial. También en octubre, se estableció un grupo parlamentario multipartidista para investigar y aumentar la conciencia sobre el hambre en Gran Bretaña.
En diciembre de 2013, una petición electrónica de la activista contra el hambre Jack Monroe llevó a un debate parlamentario sobre el hambre en el Reino Unido. También en diciembre, un grupo de médicos y académicos escribió al British Medical Journal (BMJ) revisado por pares, señalando desarrollos recientes como un duplicación en el número de casos de malnutrición recibidos por hospitales y afirmando que el hambre en el Reino Unido había alcanzado el nivel de una "emergencia de salud pública". La carta argumentó que aquellos que no están realmente muriendo de hambre a menudo se ven obligados a comprar y comer alimentos más baratos y menos saludables. El BMJ publicó en 2015:

Para los más pobres de nuestra sociedad, hasta el 35% de la renta disponible se necesitará ahora para alimentos, en comparación con menos del 9% para los más ricos. Esto aumentará la dependencia de alimentos baratos, altamente procesados, con alto contenido en grasas, azúcar, sal y calorías y poco saludables. La reaparición de problemas de mala nutrición en la sanidad pública, como el raquitismo y la malnutrición de los ancianos, también son motivo de preocupación.
John D. Middleton, vicepresidente; John R. Ashton y Simon Capewell, de la Facultad de Salud Pública. 

El BMJ argumentó que "es necesario un sistema nacional de vigilancia de la ayuda alimentaria de emergencia en el Reino Unido, de quién está en riesgo de pobreza alimentaria y de malnutrición."  El ministro de Salud Dan Poulter argumentó que el aumento de la desnutrición podría deberse en parte a un mejor diagnóstico y detección por parte de los profesionales de la salud de las personas en riesgo.
En febrero de 2014, el informe sobre la ayuda alimentaria encargado por el Department for Environment, Food and Rural Affairs fue publicado, encontrando que las personas generalmente recurren a los bancos de alimentos solo en desesperación, refutando afirmaciones de que los usuarios de ayuda alimentaria comúnmente aceptan alimentos gratis solo para tener dinero extra para otras compras. También en febrero, un grupo interdenominacional de obispos y otros líderes religiosos criticó las reformas de bienestar del gobierno del Reino Unido por empeorar la crisis de hambre. Los líderes religiosos lanzaron la campaña End Hunger Fast, con un ayuno nacional planeado para el 4 de abril para ayudar a aumentar aún más la conciencia sobre el hambre en el Reino Unido.
Justo antes del lanzamiento del informe parlamentario multipartidista en diciembre de 2014, el arzobispo Justin Welby afirmó que el hambre "acecha grandes partes del país" y que le impactaba más que el sufrimiento que presenció en África por lo inesperado que resultaba en el Reino Unido. Según el informe, las razones clave para el aumento del hambre en el Reino Unido incluyen demoras en el pago de beneficios y sanciones de bienestar; este también afirmó que, en contraste con las primeras décadas después de la Segunda Guerra Mundial, los ingresos de las personas pobres dejaron de aumentar en línea con los costos crecientes de vivienda, facturas de servicios públicos y alimentos. The Trussell Trust informa que el número de personas que reciben ayuda de los bancos de alimentos está aumentando constantemente y afirmó que alcanzó 1.1 millones en 2015, sin embargo, la fundación se vio obligada a admitir se vio obligado a admitir que este número representaba el número de visitas a los bancos de alimentos, no el número de personas diferentes que recibían ayuda, que estimó en 500.000. Hay un problema adicional oculto de personas que permanecen hambrientas porque nadie en posición de referirlas a un banco de alimentos reconoce su necesidad.
En 2018, el uso de bancos de alimentos en el Reino Unido alcanzó su tasa más alta registrada hasta ese momento. Se entregaron 1.332.952 suministros de alimentos de emergencia de tres días a personas en crisis de marzo de 2017 a marzo de 2018, un aumento del 13% respecto a lo informado anteriormente y reportado como un "aumento significativo" desde abril de 2016. También se informó que los beneficios de bienestar no cubren los costos básicos de vida.
Según el informe de Human Rights Watch de mayo de 2019, debido a los recortes gubernamentales en el bienestar en los últimos años, decenas de miles de familias en el Reino Unido no tienen suficiente comida para sobrevivir y recurren a fuentes de ayuda caritativa no estatal cada año. El investigador de Europa Occidental en Human Rights Watch, Kartik Raj, dijo "La forma en que el gobierno del Reino Unido ha manejado su reducción en el gasto de bienestar ha dejado a los padres incapaces de alimentar a sus hijos en la quinta economía más grande del mundo. El gobierno del Reino Unido debería garantizar el derecho de todos a la alimentación en lugar de esperar que las organizaciones benéficas intervengan y llenen el vacío".
En junio de 2023, The Trussell Trust, que posee más de 1.200 bancos de alimentos en el Reino Unido, estimó que 11,3 millones de personas enfrentaron hambre en el transcurso de un año.

## Comparación con otros países
Una encuesta de 2012 de la Organización para la Cooperación y el Desarrollo Económico encontró que el 8,1% de los británicos respondieron afirmativamente a la pregunta "¿Ha habido momentos en los últimos 12 meses en los que no tuvo suficiente dinero para comprar alimentos que usted o su familia necesitaban?", lo que fue menos que en la vecina Francia (10%) y el promedio de la Unión Europea (11,5%) y la OCDE (13,2%), así como en los Estados Unidos (22%). Sin embargo, fue más que en Alemania.
Los análisis del comité de expertos Food Foundation publicados en 2016, clasificaron al Reino Unido en la mitad inferior de los países europeos por inseguridad alimentaria. En el verano de 2017, UNICEF publicó un conjunto de informes relacionados que analizaban el progreso en el cumplimiento de los Objetivos de Desarrollo Sostenible en relación con los niños, incluyendo la reducción del hambre a nivel mundial y en algunos casos con un enfoque en países de altos ingresos. En una medición del porcentaje de niños menores de 15 años que viven en un hogar con inseguridad alimentaria severa, el Reino Unido fue el peor miembro de la Unión Europea. En un indicador que analiza el progreso general para "acabar con el hambre, lograr la seguridad alimentaria y mejorar la nutrición", el Reino Unido fue el octavo peor desempeñante de 41 países de altos ingresos.

## Actitudes hacia el alivio del hambre

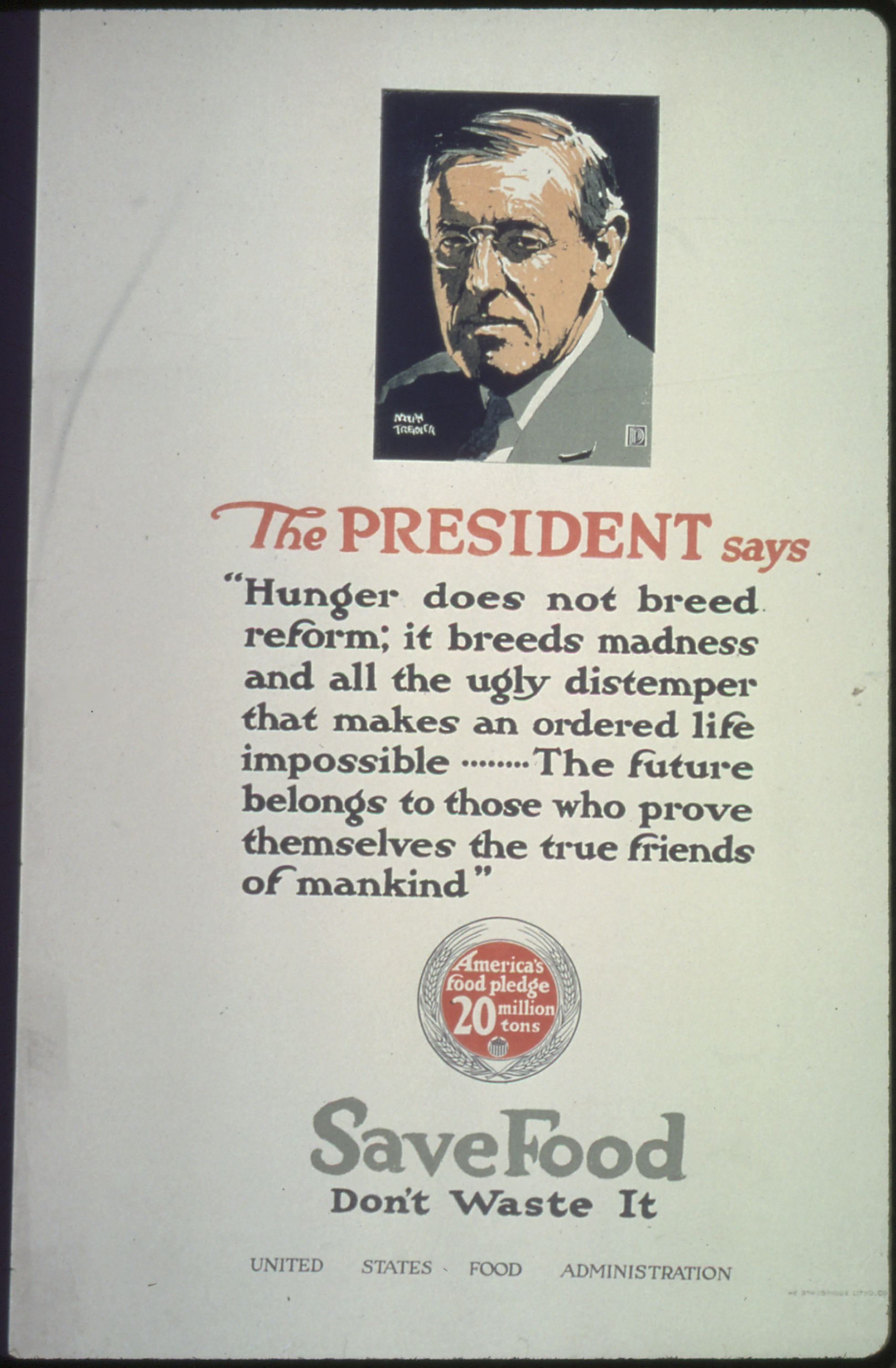
Las opiniones en contra del alivio del hambre, que surgieron primero en Gran Bretaña, se extendieron por todo el mundo debido a la influencia cultural del Reino Unido en el. Incluso hasta la Primera Guerra Mundial, los carteles de propaganda de ayuda alimentaria de Unidos, a veces refutaban esas opiniones anteriores.

Los economistas liberales, como Adam Smith, sostenían que la intervención del gobierno sería contraproducente; que a largo plazo, solo el libre mercado podría producir abundancia sostenida para todos. Otras opiniones muy diferentes pero aliadas contra el alivio del hambre que surgieron a finales del siglo XVIII incluían la posición de Malthus de que el hambre era la única forma fiable de controlar el crecimiento descontrolado de la población y la visión de Townsend de que el hambre era una condición motivacional útil, que enseñaba "decencia y civismo, obediencia y sumisión, a los más brutales, obstinados y perversos".
El creciente movimiento contra el alivio del hambre fue apoyado incluso por algunos cristianos evangélicos, quienes llegaron a ver el hambre como evidencia de castigo por el pecado, considerando que los hambrientos debían redimirse a través de su propio trabajo duro. Hasta principios de la década de 1830, Lord Pitt y otros que favorecían la intervención del gobierno mantuvieron en gran medida el control sobre las políticas, aunque tuvieron que negociar con aquellos que se oponían a medidas de alivio generosas.
Pero en 1834, la mayoría de las formas de ayuda a los pobres fueron abolidas y esto se hizo con un apoyo casi universal de las clases intelectuales, incluso del ala progresista. Karl Polanyi escribe que la razón del amplio apoyo fue que la principal forma de ayuda a principios del siglo XIX, el Sistema de Speenhamland, se había vuelto detestado incluso por la propia clase trabajadora. Speenhamland implicaba pagos suplementarios para complementar los salarios. Anteriormente, los niveles de pago a menudo estaban vinculados a la calidad del trabajo del obrero. Con Speenhamland, los trabajadores recibían una cantidad garantizada; esta podía variar, pero solo con el precio de los alimentos; con el pago garantizado, los trabajadores solían bajar sus estándares, incluso si previamente habían sentido gran orgullo por su artesanía, en algunas áreas, solo un pequeño número de los mejores trabajadores podían evitar solicitar asistencia de Speenhamland. Surgió un dicho entre la clase trabajadora: "Una vez en las tasas, siempre en las tasas" y el sistema se volvió cada vez más impopular porque se le culpaba de causar dependencia, desalentar el buen trabajo y se percibía ampliamente como más útil para los terratenientes que para los trabajadores. Por esta razón, en la década de 1830 incluso los intelectuales y formadores de opinión progresistas habían cambiado sus puntos de vista a favor del pensamiento de libre mercado.
Polanyi registra que aparte de algunos aristócratas cuyo apoyo continuo a Speenhamland podía descartarse como interesado (el sistema ayudaba a los trabajadores a pagar precios altos por alimentos de las tierras agrícolas que controlaban), el único británico conocido que permaneció prominentemente opuesto al libre mercado a principios de la década de 1830 fue el socialista Robert Owen. En 1832, los partidarios del libre mercado tomaron el poder político y dos años después Speenhamland fue abolido con la Ley de Enmienda de la Ley de Pobres de 1834. Otras formas de ayuda para los pobres, incluso comedores benéficos y entregas de alimentos por parte de nobles y clérigos preocupados, fueron declaradas ilegales. Con pocas excepciones, la única forma de ayuda legalmente disponible era la casa de trabajo. Las casas de trabajo se volvieron mucho más comunes después de 1834 y las condiciones se hicieron mucho más duras. Se estableció el principio de "menos elegibilidad"; sostenía que se debía proporcionar menos comida a los internos de lo que podrían obtener afuera incluso con los trabajos peor pagados disponibles y en la práctica esto a veces significaba que eran sometidos a inanición.
James Vernon, en su Hunger: A Modern History (2007), escribió que aunque la idea de que el alivio del hambre es indeseable se volvió prominente primero en Gran Bretaña, también fue aquí donde esta visión fue desafiada con éxito por primera vez. La Ley de Pobres de 1834 se volvió impopular entre la clase trabajadora tan pronto como entró en vigor y hasta cierto punto formaron una alianza con algunos miembros paternalistas de la clase alta, contra las clases medias que favorecían el libre mercado. Desde 1834, The Times etiquetó a la Ley de Pobres como la "ley de la inanición" y publicaron artículos frecuentes en los años siguientes mostrando el número de británicos que murieron de hambre debido a ella, lo que ocurrió tanto en las propias casas de trabajo como afuera, porque las casas de trabajo tenían una reputación tan oscura que muchos preferían convertirse en prostitutas o morir de hambre antes que entrar en una. Vernon escribe que en la década de 1840, nuevas técnicas periodísticas comenzaron a hacer apelaciones emotivas a los lectores que resaltaban el dolor experimentado por aquellos que sufrían hambre severa. El nuevo periodismo comenzó a disipar la antigua visión de finales del siglo XVIII de que el hambre es un signo de fallo moral, en cambio convenciendo al público de la "inocencia moral de los que sufren como víctimas de fuerzas fuera de su control".
El nuevo periodismo llevó en parte a un resurgimiento de la visión de que la sociedad debería intentar asistir a aquellos que sufren hambre. Mientras que el alivio del hambre anterior generalmente se había llevado a cabo a nivel local y personal, ahora comenzaron a surgir nuevos esfuerzos para abordar el hambre a escala nacional e internacional. Sin embargo, no fue hasta finales del siglo XIX que esta nueva visión se volvió dominante, la visión del libre mercado permaneció predominante entre las clases gobernantes de Gran Bretaña durante la mayor parte del siglo XIX, resultando en parte en la negativa a enviar ayuda alimentaria adecuada para mitigar la Gran Hambruna en Irlanda y las hambrunas en India. Lord Clarendon, el Lord Teniente de Irlanda, escribió "No creo que haya otra legislatura en Europa que ignore tal sufrimiento." Por otro lado, los partidarios del libre mercado habían hecho campaña contra las Leyes de cereales, medidas que protegían principalmente a los terratenientes de clase alta contra la competencia de importaciones extranjeras más baratas, pero que encarecían los alimentos, contribuyendo a la hambruna en Irlanda. Las Leyes del Grano fueron derogadas en 1846, pero esto fue demasiado tarde para hacer mucha diferencia en la hambruna, en parte porque su abolición no se volvió completamente efectiva durante varios años.
A principios del siglo XX, el estigma del hambre había sido casi completamente disipado. El público se había vuelto mucho más comprensivo con aquellos que sufrían esta condición, en parte debido al periodismo de alto impacto de personas como Vaughan Nash, Henry Nevinson y Henry Brailsford. En 1905, el Reino Unido vio su primera "marcha del hambre" y también a principios del siglo XX, las personas incluso comenzaron a hacerse pasar hambre deliberadamente para atraer atención a sus causas políticas, como las primeras sufragistas que fueron pioneras en la práctica de las huelgas de hambre dentro del Reino Unido.